# Frederick Hugh Cunliffe
Frederick Hugh Gordon Cunliffe, né le 6 septembre 1861 et mort le 13 juin 1955 à Londres, est un brigadier britannique qui fut l'un des principaux commandants britanniques de la campagne du Kamerun et remporta une victoire clé au siège de Mora.

## Biographie

### Biographie et famille
Frederick est né le 6 septembre 1861, fils du Major Général George Gordon Cunliffe et de Pauline Lumsdaine. Il a épousé Ella Sophie Gaussen en 1895 et a eu Cecile Gertrude Cunliffe.

### Service militaire
Cunliffe a commencé son service militaire en étudiant au United Services College, Westward Ho! et est entré en service d'abord dans la 1st Warwickshire Militia avant de servir dans le 9th Queen's Royal Lancers en 1887.
Son premier combat militaire a eu lieu lors de l'expédition Hazara de 1891 et, comme tous les membres de l'expédition, il a obtenu la médaille India General Service Medal, Clasp Hazara 1891. Plus tard, il a également participé à l'expédition Chitral et à la seconde guerre des Boers dans des dépêches.

### Première Guerre mondiale
Lorsque la Première Guerre mondiale a éclaté, Cunliffe était commandant du Nigeria Regiment et a été affecté à la campagne du Kamerun et, vers 1915, afin de prendre les forteresses allemandes à Garoua, il a commencé la deuxième bataille de Garoua qui s'est terminée par une victoire britannique et a poussé plus loin pour faire pression sur le Kamerun central et a de nouveau engagé les Allemands à la bataille de Ngaoundéré qui s'est également terminée par une victoire britannique.
Plus tard, il fut le principal commandant britannique de la dernière moitié du siège de Mora, arrivant le 23 août pour renforcer le siège. Grâce à ses efforts pour vaincre les Allemands, il réussit à faire capituler le capitaine Ernst von Raben en lui offrant un passage sûr pour rentrer chez lui et en lui fournissant 2000 £ pour payer ses Askaris. Grâce à sa victoire à Mora, Cunliffe reçut le titre de Compagnon de l'Ordre de Saint-Michel et Saint-Georges en 1916. Cunliffe est ensuite affecté comme brigadier de l'unité du QG de 1917 à 1919. Après la fin de la guerre, il est Commandeur de la Légion d'honneur et Officier de l'Ordre de Saints-Maurice-et-Lazare.

### Années suivantes
Cunliffe est mort le 13 juin 1955 à Londres à l'âge de 93 ans.